# Куцеволівка
Куцево́лівка — село в Україні, в Онуфріївській селищній громаді Олександрійського району Кіровоградської області. Центр сільської ради. Розташоване на правому березі Кам'янського водосховища, за 33 км на схід від районного центру — смт Онуфріївка. Населення становить 1252 осіб.
Поблизу села виявлено три поселення та курганний могильник доби бронзи (II тисячоліття до н. е.), поселення скіфських часів (VI—IV століття до н. е.), два ранньослов'янські II—VI століття та одне поселення VI—VIII століть.

## Історія

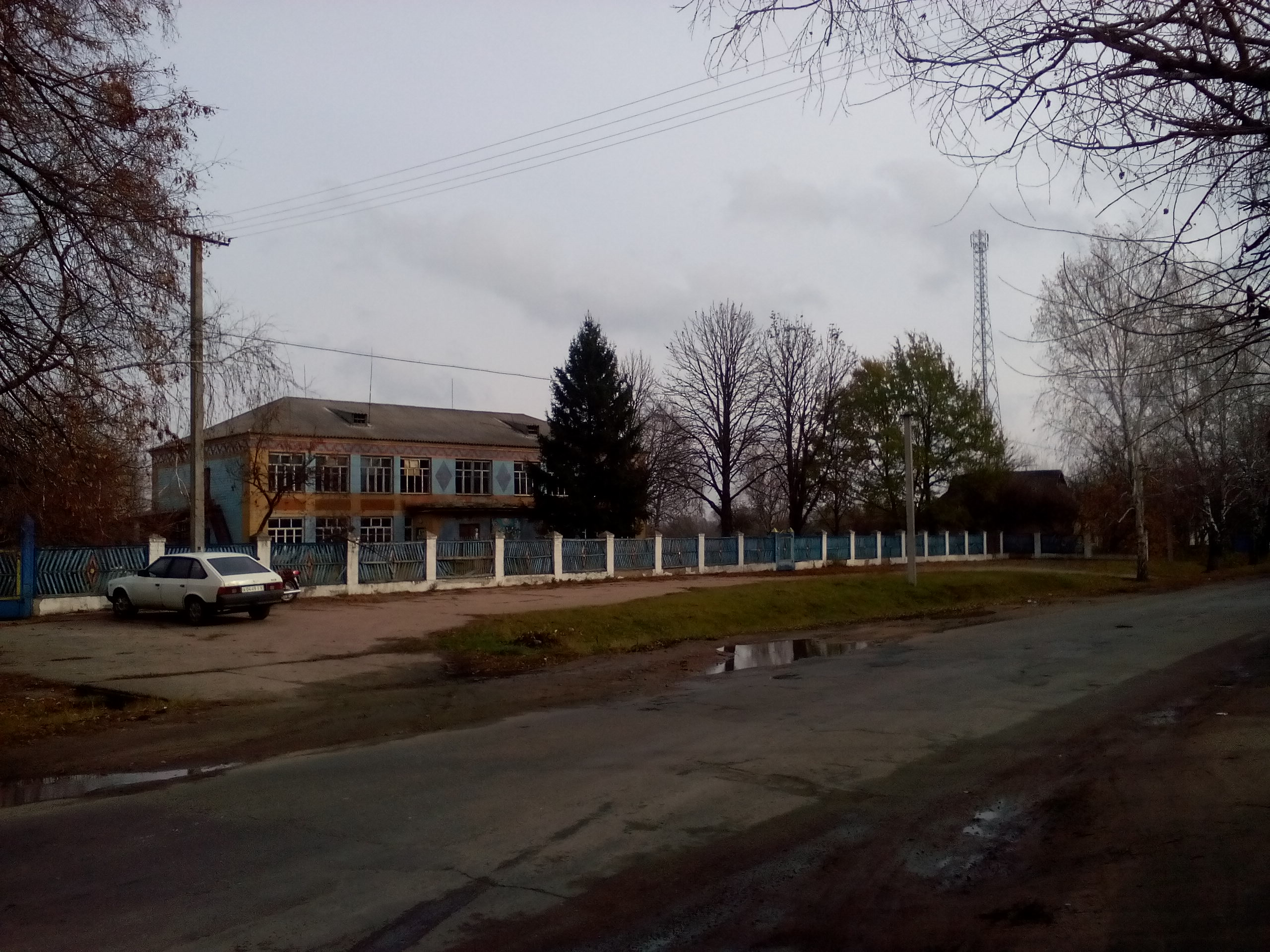
Сільська школа

Село Куцеволівка (Воронівка) засноване на початку XVIII століття переселенцями з села Воронівки на Черкащині (нині затоплене водами Кременчуцького водосховища). Назва Куцеволівка походить від назви одного з кутків Воронівки. У 1754—1759 й 1761—1764 роках входило до складу Новослобідського козацького полку.
Пізніше було центром Куцеволівської волості. Станом на 1886 рік в селі мешкала 2241 особа, було 402 двори, 1 православна церква, школа, будинок для етапного приміщення, поштова станція, 5 лавок.
Навесні 1889 року в Куцеволівці відбулося заворушення селян, які вигнали з пасовищ поміщицьку худобу і почали випасати свою. Озброєні рушницями й кілками, вони вчинили рішучий опір жандармам, направленим для придушення повстання.
За переписом 1897 року кількість мешканців зросла до 3087 осіб (1548 чоловічої статі та 1539 — жіночої), з яких 3039 — православної віри.
Радянську владу в селі встановлено в лютому 1918 року. Куцеволівські селяни Ф. Я. Коваленко, С. П. Стрижак, Я. С. Красовський, І. Т. Олефір брали активну участь у громадянській війні. Ф. Я. Коваленко служив у той час шофером, возив М. І. Калініна, Г. К. Орджонікідзе, П. Ю. Дибенка.
У 1928—1929 роках селяни об'єдналися в ТСОЗ, на базі якого виникли колгоспи «Промінь», «Бідняцька праця», «П'ятирічка», «Перше травня».
794 жителі Куцеволівки брали участь в німецько-радянській війні на боці СРСР, 347 з них загинули, 420 відзначені радянськими нагородами. Уродженцю села Т. М. Шашлу присвоєно звання Героя Радянського Союзу.

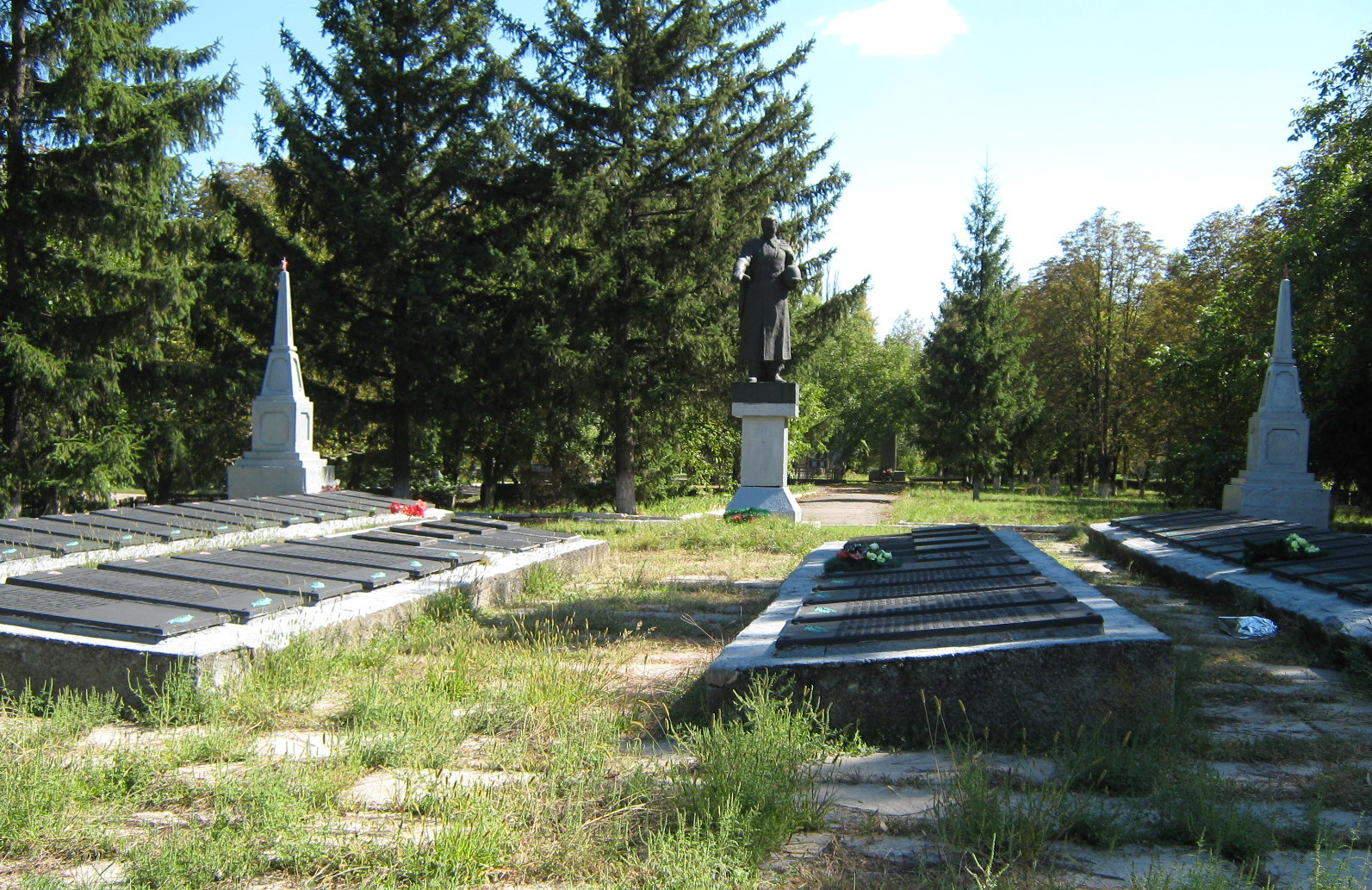
Братська могила

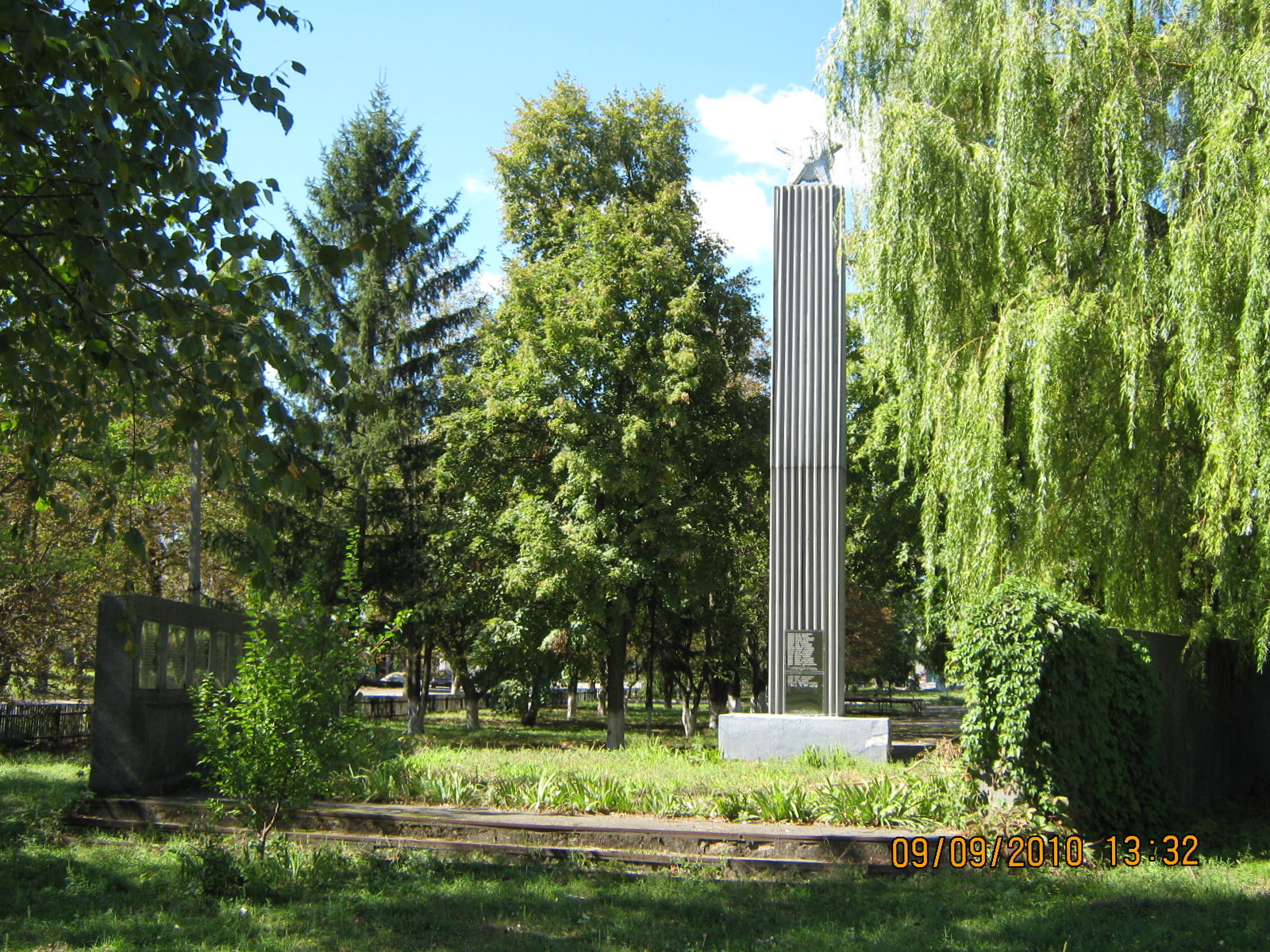
Полеглим землякам

В боях за відвоювання села загинули 1 500 радянських вояків, серед них Герої Радянського Союзу
які поховані в братській могилі:
- Калашников Олександр Петрович — гвардії старший лейтенант;
- Калашников Яків Семенович — рядовий;
- Гриб Кузьма Петрович — гвардії молодший лейтенант;
- Глухов Федір Дмитрович — сержант;
- Худенко Микола Володимирович — гвардії молодший сержант;
- Кузуб Павло Степанович — гвардії сержант;
- Рутчин Олексій Іванович — гвардії старшина;
- Куденко Володимир Петрович — гвардії молодший сержант;
- Калінін Микола Тихонович — гвардії рядовий.

На місці форсування Дніпра визволителям встановлено пам'ятник. В центрі Куцеволівки споруджено обеліск Слави полеглим землякам.
Станом на 1972 рік в селі мешкало 2 680 чоловік. У селі містилася центральна садиба колгоспу «Дніпро», за яким було закріплено 6 536 га сільськогосподарських угідь, у тому числі 4 942 га орних земель, з них 177 га поливних. Господарство спеціалізувалося на виробництві яєць, має птахофабрику на 50 тисяч курей. Також було розвинуте м'ясо-молочне тваринництво. У рільництві переважало вирощування пшениці, кукурудзи, соняшнику, цукрових буряків і овочів. З допоміжних підприємств діяли млин, олійниця, комбікормовий цех, майстерня для ремонту сільськогосподарської техніки.
У середній і початковій школах навчалося 420 дітей, працювали 30 учителів. Були два будинки культури на 900 місць, дві бібліотеки з фондом 8 760 книг, дільнична лікарня на 35 ліжок, 8 магазинів, готель.

## Населення
Згідно з переписом УРСР 1989 року чисельність наявного населення села становила 2101 особа, з яких 893 чоловіки та 1208 жінок.
За переписом населення України 2001 року в селі мешкали 1754 особи.

### Мова
Розподіл населення за рідною мовою за даними перепису 2001 року:
| Мова       | Чисельність | Відсоток |
| ---------- | ----------- | -------- |
| українська | 1693        | 97,13%   |
| російська  | 42          | 2,41%    |
| румунська  | 5           | 0,29%    |
| білоруська | 2           | 0,11%    |
| вірменська | 1           | 0,06%    |
| Усього     | 1743        | 100%     |

## Відомі люди
У селі народились:
- український радянський письменник П. Ф. Ловецький
- доктор сільськогосподарських наук Г. О. Патерило
- заслужений лікар, кавалер двох орденів Леніна П. Ф. Шашло.
- Василенко Іван Андрійович — Герой Соціалістичної праці, депутат Верховної Ради УРСР 9-го скликання.

## Пам'ятка
Поруч із селом розташовується заповідне урочище Довге — пам'ятка природи місцевого значення.

## Цікаві факти
- Село має унікальну страву - вареники з піском. Але назва нехай вас не лякає оскільки пісок не справжній. Бо начинка – це пересмажене сало плюс пересмажене борошно.[9]